# Benjamin Z. Kedar

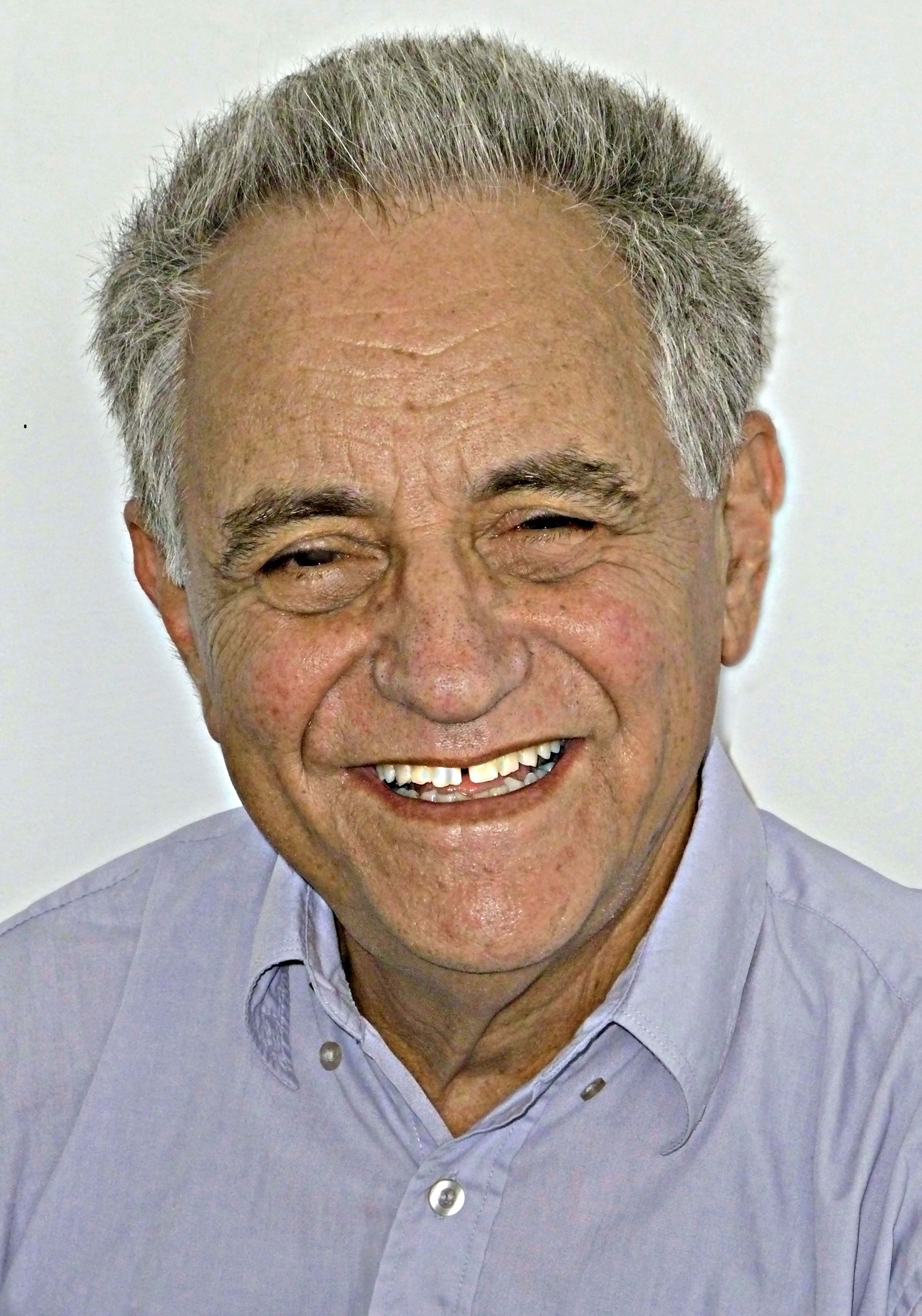
Benjamin Z. Kedar

Benjamin Zeʾev Kedar (hebräisch בִּנְיָמִין זְאֵב קֵדָר Binjamīn Səʾev Qedar; * 2. September 1938 in Nitra, Tschechoslowakei) ist ein israelischer Historiker. Er gilt als international führender Experte für die Zeit der Kreuzzüge.

## Leben und Wirken

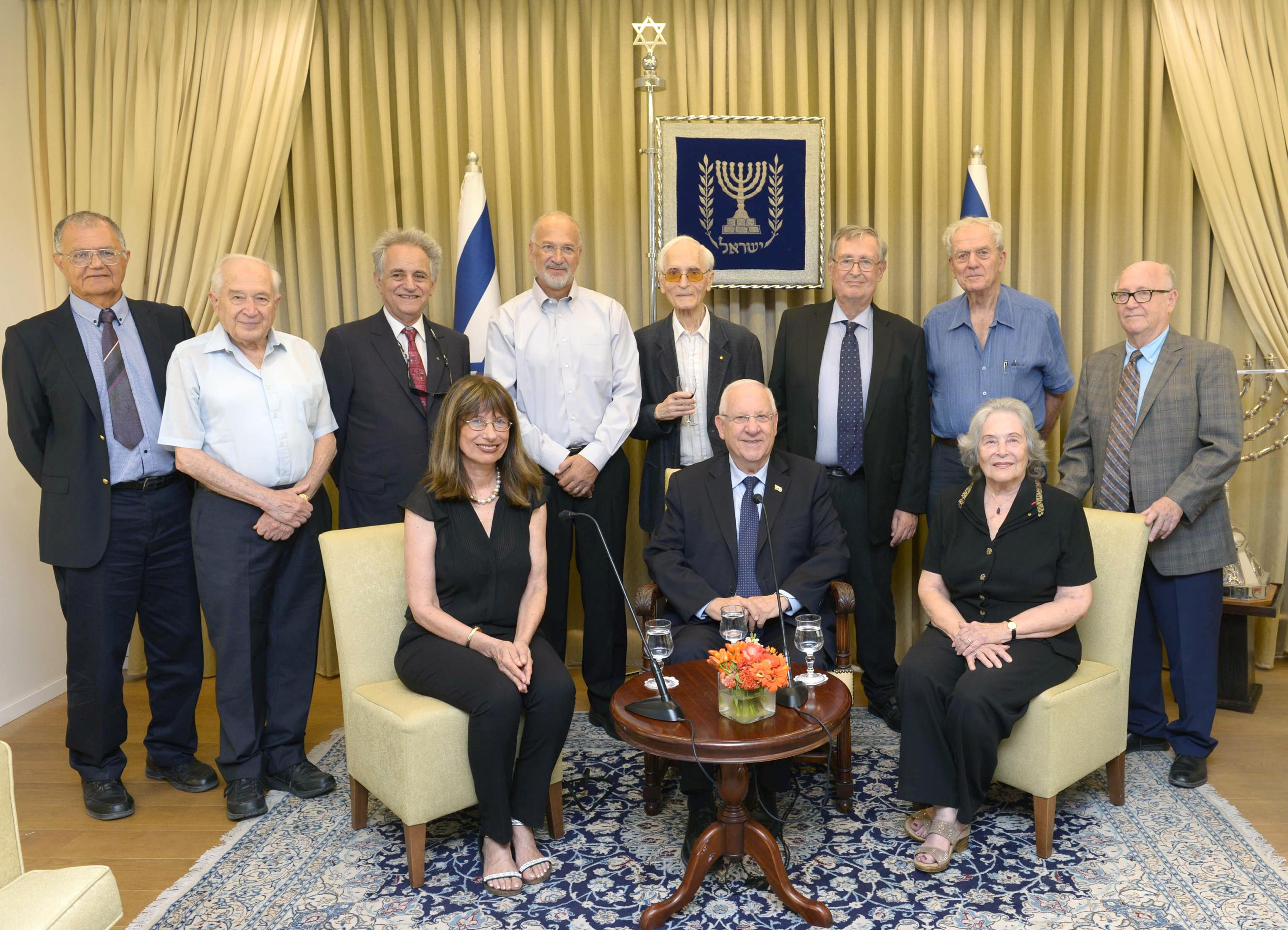
Kedar (stehend 3. von links) mit dem israelischen Präsidenten Reuven Rivlin sowie den seinerzeitigen und ehemaligen Präsidenten der Israelischen Akademie der Wissenschaften.

Vilko Krausz war ein Sohn des tschechoslowakischen Arztes Geza Krausz und der Ärztin Lydia Jeiteles. Seine Familie überlebte 1944 in einem Versteck bei slowakischen Bauern die von den Deutschen angeordnete Judenverfolgung im seinerzeitigen Slowakischen Staat. Er emigrierte 1949 nach Israel und änderte seinen Namen. Kedar leistete von 1956 bis 1958 Militärdienst. An der Hebräischen Universität Jerusalem studierte er von 1958 bis 1961 Geschichte und Soziologie. Seine akademischen Lehrer waren Jacob Katz und Joshua Prawer. Prawers Seminar zur Geschichte des Königreichs Jerusalem und vor allem die viertägige Exkursion unter seiner Leitung zu Kreuzfahrerburgen und -kirchen weckten Kedars Interesse für die Geschichte der Kreuzzüge bzw. des lateinischen Ostens. Er schloss sein Studium 1961 mit dem Bachelor und 1965 bei Joshua Prawer mit dem Master ab. Von 1963 bis 1965 war er Assistent für Geschichte an der Hebräischen Universität Jerusalem. An der Yale University arbeitete er von 1965 bis 1969 an seiner Studie für den Ph.D. in mittelalterlicher Geschichte. Dort wurde er 1969 bei Roberto Sabatino Lopez promoviert. In Yale war der Einfluss von Stephan Kuttner bedeutsam. Er zeigte Kedar die Bedeutung des Kirchenrechts für die Sozial- und Kulturgeschichte auf. Kedar kehrte noch 1969 nach Israel zurück und war bis 1976 Lecturer für Geschichte an der Hebräischen Universität Jerusalem. Im Jahr 1976 wurde er dort Senior Lecturer. Als Reservesoldat wurde er 1973 eingezogen und diente im Jom-Kippur-Krieg als Kommunikations-Unteroffizier. Kedar war Alexander von Humboldt-Stipendiat in den Jahren 1976/77 in München bei den Monumenta Germaniae Historica. Aus dem Münchner Aufenthalt ging eine Studie hervor, die sich mit der Münchner Handschrift Clm 28195 befasst. In dem Schreiben von September 1187 berichtete der Patriarch von Jerusalem Eraklius über die verzweifelte Lage in Jerusalem und bat Papst Urban III. um Hilfe. Im Jahr 1976 wurde er an der Hebräischen Universität Jerusalem Senior Lecturer für Geschichte. Kedar hatte 1981/82 einen Forschungsaufenthalt am Institute for Advanced Study in Princeton. Er wurde 1981 Associate Professor und 1986 Professor an der Hebrew University of Jerusalem. Dort begründete er 1999 eine Forschungseinrichtung für Geschichte (The school of History) und wurde ihr erster Direktor. Von 2001 bis 2005 leitete er als Direktor das Institute for Advanced Studies in Jerusalem. Im Jahr 2007 wurde er emeritiert.
Seine Forschungsschwerpunkte sind das Königreich Jerusalem, Luftaufnahmen als historische Quellen, Vertreibung als Thema der Weltgeschichte und kulturelles Fortbestehen unter Bedingungen des totalen politischen Zusammenbruchs. Kedar legte grundlegende Forschungen zur Kreuzzugszeit und zur mediterranen Welt im Mittelalter vor.
Seine Dissertation befasste sich mit dem Verhalten der Genueser und Venezianer Kaufleute und der Depression des 14. Jahrhunderts. Darin verknüpfte er Geschichte, Wirtschaft und Psychologie miteinander. Er versuchte die Krise des 14. Jahrhunderts mentalitätsgeschichtlich anzugehen. Er vertrat darin die These eines spürbaren Wandels in der Mentalität der Kaufleute der beiden Seehandelsstädte wegen der einsetzenden Wirtschaftskrise in den dreißiger Jahren des 14. Jahrhunderts. Das Erreichte sollte eher gesichert als erweitert werden. Die Kaufleute trafen verschiedene Vorkehrungen wie eine Seeversicherung oder suchten den Beistand der Heiligen. So wurden eigene Schiffe und Kinder verstärkt mit Heiligennamen versehen. Die Studie erschien 1981 in der von Giulia Barone besorgten italienischen Übersetzung.
In seiner 1984 veröffentlichten Arbeit (Crusade and Mission: European Approaches toward the Muslims) befasste er sich mit den interkulturellen Begegnungen zwischen Europäern und Muslimen. Er erforschte auch die jüdischen Gemeinden im Mittelmeerraum. Nach einem von Kedar erarbeiteten Konzept schlossen die Monumenta Germaniae Historica eine förmliche Vereinbarung mit der Israelischen Akademie der Wissenschaften über die gemeinsame Herausgabe der Reihe Hebräische Texte aus dem mittelalterlichen Deutschland. Der erste Band erschien 2005.
Einem breiteren deutschsprachigen Publikum ist er zusammen mit Peter Herde mit seiner 2011 und 2015 in deutscher Übersetzung veröffentlichten Studie zu dem bayerischen Landeshistoriker Karl Bosl und der Aufdeckung seiner nationalsozialistischen Verstrickungen bekannt geworden. Darin legten sie dar, dass Bosl während des Entnazifizierungsverfahrens als Lehrer in Ansbach 1945 die Hinrichtung seines Schülers Robert Limpert für sich ausgenutzt habe. Die Studie hatte unmittelbar lokalpolitische Folgen. Von der Stadt Cham wurde ein nach Bosl benannter Platz wieder umbenannt und ihm weitere Auszeichnungen aberkannt.
Für seine Forschungen wurden Kedar zahlreiche wissenschaftliche Ehrungen und Mitgliedschaften zugesprochen. Er ist Mitglied der Israelischen Akademie der Wissenschaften (1998) und war von 2010 bis 2015 ihr Vizepräsident. Er ist korrespondierendes Mitglied der Medieval Academy of America (seit 2005) und der Zentraldirektion der Monumenta Germaniae Historica (seit 2006). Er war von 1995 bis 2002 Präsident der Society for the Study of the Crusades and the Latin East. Ihm wurde von der Universität Haifa die Ehrendoktorwürde vergeben (2007). Er wurde 2019 mit dem renommierten EMET Prize for science, art and culture geehrt. Ein Jahr später erhielt er den Israel-Preis. Er wurde 2008 Mitherausgeber des 5. Bandes des Handbuchs The Cambridge World History, der den Zeitraum zwischen 500 und 1500 umfasst.
Kedar hat zwei Söhne aus erster Ehe. In zweiter Ehe war er mit der 2015 verstorbenen Kunsthistorikerin Nurith Kenaan-Kedar verheiratet.

## Schriften (Auswahl)
Aufsatzsammlungen
- From Genoa to Jerusalem and beyond. Studies in medieval and world history. libreriauniversitaria.it, Padova 2019, ISBN 978-88-335-9178-0 (enthält als Nachdruck insgesamt 31 Abhandlungen mit den alten Seitenzahlen).
- Crusaders and Franks. Studies in the history of the crusades and the frankish levant (= Variorum collected studies series. Bd. 1059). Routledge, Taylor & Francis Group, London u. a. 2016, ISBN 978-1-4724-7696-8 (22 Beiträge, die zwischen 1997 und 2014 erschienen sind).
- Franks, Muslims and oriental Christians in the Latin Levant. Studies in frontier acculturation (= Variorum collected studies series. Bd. 868). Ashgate Variorum, Aldershot u. a. 2006, ISBN 0-7546-5912-7 (bündelt 20 zwischen 1994 und 2003 publizierte Aufsätze).
- The Franks in the Levant, 11th to 14th centuries (= Variorum collected studies series. Bd. 423). Variorum, Aldershot u. a. 1993, ISBN 0-86078-389-8 (enthält 21 zwischen 1969 und 1992 veröffentlichte Aufsätze).

Monographien
- mit Peter Herde: A Bavarian historian reinvents himself. Karl Bosl and the Third Reich. Hebrew University Magnes Press, Jerusalem 2011, ISBN 978-965-493-564-7.
  - mit Peter Herde: Karl Bosl im „Dritten Reich“. De Gruyter Oldenbourg u. a., Berlin u. a. 2016, ISBN 978-3-11-041256-7 (deutsche Übersetzung und wesentlich erweiterte Fassung)
- Franks, Muslims and oriental Christians in the Latin Levant. Studies in frontier acculturation (= Variorum collected studies series. Bd. 868). Ashgate Variorum, Aldershot u. a. 2006, ISBN 978-0-7546-5912-9 (Aufsatzsammlung von 20 zwischen 1994 und 2003 veröffentlichten Aufsätzen).
- Crusade and mission. European approaches toward the Muslims. Princeton University Press, Princeton, NJ u. a. 1984, ISBN 0-691-10246-5.
- Merchants in crisis. Genoese and Venetian men of affairs and the 14.çentury depression. Yale University Press, New Haven 1976, ISBN 0-300-01941-6.

Herausgeberschaften
- mit Sophie Menache, Michel Balard: Crusading and Trading between West and East. Studies in Honour of David Jacoby (= Crusades. Subsidia. Bd. 12). Routledge, London / New York 2019, ISBN 978-1-138-30804-6.
- mit Merry E. Wiesner-Hanks: Expanding webs of exchange and conflict, 500 CE – 1500 CE (= The Cambridge world history. Bd. 5). Cambridge University Press, Cambridge 2015, ISBN 978-0-521-19074-9.
- Jonathan Riley-Smith, Rudolf Hiestand: Montjoie. Studies in Crusade History in Honour of Hans Eberhard Mayer. Variorum, Aldershot u. a. 1997, ISBN 0-86078-646-3.
- mit Hans Eberhard Mayer, R.C. Smail: Outremer. Studies in the history of the crusading kingdom of Jerusalem presented to Joshua Prawer. Yad Izhak Ben-Zvi Institute, Jerusalem 1982, ISBN 965-217-010-0.